# David O'Keeffe
David O'Keeffe (1953) es un jurista irlandés, profesor emérito de Derecho europeo en la Universidad de Londres. Es Senior Counsel en Dentons, bufete internacional de abogados. Desde 2008, preside el Tribunal de la Función Pública Europea con sede en Florencia.
Referendario del Tribunal de Justicia de la Unión Europea (1985-1990). Ocupó la cátedra de Derecho de la Unión Europea  en la Universidad de Durham, Reino Unido y fue decano de la facultad de derecho (1990-1993). Ha sido Profesor de Derecho Europeo y vicedecano de la Facultad de Derecho de la University College de Londres (1993-2004). Ha enseñado la misma materia en el Colegio de Europa con campus en Brujas (Bélgica) y Natolin (Varsovia, Polonia).
Es Consejero en el ramo del Derecho de la Unión Europea para la Cámara de los Lores. Ha sido Consejero externo del Parlamento Europeo y del Defensor del Pueblo Europeo. Fue miembro del Grupo de alto nivel sobre la libre circulación de las personas instituido por la Comisión Europea, presidido por Simone Veil.
Desde 1990, hasta la adhesión de los Estados de Europa Central y Oriental a la Unión Europea en 2004, O’Keeffe fue un orador muy frecuente sobre derecho de la UE en universidades y otras organizaciones en Polonia, Rumania, Eslovaquia y Eslovenia, así como en otros países. Organizó, junto al embajador Nicholas Emiliou, una conferencia importante en Chipre sobre la adhesión de Chipre a la Unión Europea.
Cofundador de la European Foreign Affairs Review, ha sido, además, miembro del Comité Científico de la Common Market Law Review (1985-2005).

## Obra
- Legal Issues of the Maastricht Treaty, Londres, 1994
- Legal Issues of the Amsterdam Treaty, Londres, 1999
- Judicial Review in European Union Law, Londres, 2001